# Усовка (Киевская область)
Усовка (укр. Усівка) — село, входит в Згуровскую поселковую общину Броварского района Киевской области Украины. До 2020 года входило в состав Згуровского района.
Население по переписи 2001 года составляло 1045 человек. Село занимает площадь 4,665 км².

## Местный совет
07613, Киевская обл., Згуровский р-н, с. Усовка, ул. Ленина, 20.

## Достопримечательности
В Усовке есть деревянная церковь из сруба, на территории которой в вольере обитают павлины, а в декоративном пруду плавают золотые рыбки. В пруд втекает мини-ручей, через который красивый мостик, а ручей начинается с декоративного водопада.
Также в селе рядом с церковью построен ресторан с гостевыми домиками, на территории комплекса много украинских народных скульптур, мельница, воз, подсолнухи.

## Галерея
- Павлин в Усовке
- Корова в Усовке
- Озеро в Усовке

- Конь в Усовке
- Церковь в Усовке
- Золотые рыбки в Усовке